# Johann Wilhelm Riedesel zu Eisenbach
 Johann Wilhelm Riedesel zu Eisenbach (* 4. November 1705 in Sickendorf; † 5. September 1782 in Lauterbach) war Sächsisch-eisenachischer Hofgerichtsrat, Reichskammergerichtsassessor und zuletzt Herzoglich braunschweigisch-lüneburgischer Geheimrat im Hochstift Osnabrück.

## Familie
Riedesel war der älteste Sohn von Adolf Hermann Riedesel zu Eisenbach (1675–1734) und Sophie Juliane Reckrod zu Brandenburg (1675–1745). Er heiratete in erster Ehe Sophie Hedwig von Borcke (1705–1769). Das Paar hatte 9 Kinder, u. a. Friedrich Adolf (1738–1800), Johann Conrad (1742–1812), Carl Georg (1746–1819). In zweiter Ehe war Riedesel seit 1771 mit Karoline Elisabeth Dorothea von Schweinsberg verheiratet. Sein Bruder war der Obristwachtmeister in niederländischen Diensten Georg (1725–1800).

## Leben
Riedesel studierte um 1722 an der Universität Halle. „1727 wurde er zum Regierungsassessor in Eisenach ernannt. Ein Jahr später erhielt er ein Votum in das Regierungskollegium. Schließlich wurde er am 3. Januar 1730 von Wilhelm Heinrich von Sachsen-Eisenach […] zum Hof- und Regierungsrat ernannt. Diese Tätigkeit übte er 5 Jahre aus, ehe er am 5. Februar 1735 um seine Entlassung nachsuchte.“ Nach seiner Zeit als Vizepräsident des Hofgerichts in Jena wurde er 1746 an das Reichskammergericht in Wetzlar berufen. Dort war er 1746–1770 länger als 20 Jahre Assessor. Er trat als Mitverfasser eines Entwurfs für die Reichskonkursordnung hervor. 1772 wurde er als Geheimer Rat in die Minderjährigkeitsregierung des Osnabrücker Fürstbischof Friedrich von York berufen. Hier arbeitete er bis 1780 mit Gotthelf Dietrich von Ende zusammen und repräsentierte gemeinsam mit diesem den englischen König. Meinungsunterschiede in Regierungssachen führten jedoch zu anhaltenden Misshelligkeiten. „Diese Umstände ermöglichten dem Regierungsreferendar Justus Möser, erheblichen Einfluss auf die Osnabrücker Reformpolitik zu nehmen. Im Konfliktfall hatte er die Gelegenheit, entweder Riedesel oder von Ende für die von ihm verfolgten Projekte zu gewinnen.“ 1775 starb sein Onkel Friedrich Georg und nach dem Familiengesetz wäre er ihm in Amt des Erbmarschalls der Landgrafschaften Hessen gefolgt, aber Landgraf Ludwig IX. von Hessen-Darmstadt verweigerte ihm die Bestätigung.